# Aaroniella
Aaroniella es un género de cochinillas cariñosas de la familia Philotarsidae. Hay más de 40 especies descritas en Aaroniell

## Especies
Estas 48 especies pertenecen al género Aaroniella:
| - Aaroniella achrysa (Banks, 1941) - Aaroniella andrei Thornton, 1991 - Aaroniella antennata Thornton & Smithers, 1977 - Aaroniella badonneli (Danks, 1950) - Aaroniella bakeri Thornton, 1981 - Aaroniella betschi Badonnel, 1976 - Aaroniella bruchi (Williner, 1943) - Aaroniella caribe (Mockford & Evans, 1976) - Aaroniella chamelana Garcia Aldrete, 1996 - Aaroniella crista New & Thornton, 1975 - Aaroniella curtifurca Li, 2002 - Aaroniella dentata Mockford & Evans, 1976 - Aaroniella festiva Mockford & Evans, 1976 - Aaroniella flexa Li, 2002 - Aaroniella galapagensis Thornton & Woo, 1973 - Aaroniella glabra New & Thornton, 1975 - Aaroniella glossoptera (Roesler, 1940) - Aaroniella grandiocula Li, 2002 - Aaroniella gressitti Thornton, Lee & Chui, 1972 | - Aaroniella guttulata (Banks, 1916) - Aaroniella gyratigra Li, 2002 - Aaroniella hoffmannae Garcia Aldrete, 1996 - Aaroniella howensis Smithers & Thornton, 1975 - Aaroniella kepongensis New & Lee, 1992 - Aaroniella lobata Cole, New & Thornton, 1989 - Aaroniella lombokensis Thornton, 1981 - Aaroniella maculosa (Aaron, 1883) - Aaroniella madecassa Badonnel, 1967 - Aaroniella maligawa Thornton, 1981 - Aaroniella mauritiensis Turner, 1976 - Aaroniella montana Badonnel, 1967 - Aaroniella multipunctata Li, 1995 - Aaroniella nebulosa Vaughan, Thornton & New, 1991 - Aaroniella pardina Li, 1999 - Aaroniella pedunculata Thornton & Smithers, 1977 - Aaroniella pterosoma Thornton, 1981 | - Aaroniella pulchra Thornton, 1959 - Aaroniella rawlingsi Smithers, 1969 - Aaroniella recta New & Thornton, 1975 - Aaroniella reunionensis Turner, 1976 - Aaroniella samoana (Karny, 1932) - Aaroniella serialis (Banks, 1937) - Aaroniella sinuosa Mockford, 1996 - Aaroniella spenceri Thornton, 1981 - Aaroniella stictica (Navas, 1932) - Aaroniella sudarmani Vaughan, Thornton & New, 1991 - Aaroniella ternata Li, 1999 - Aaroniella trukensis Thornton, Lee & Chui, 1972 |